# Saint-Remy (Alt Saona)
Saint-Remy és un municipi francès situat al departament de l'Alt Saona i a la regió de Borgonya - Franc Comtat. L'any 2007 tenia 692 habitants.

## Demografia

### Població
El 2007 la població de fet de Saint-Remy era de 692 persones. Hi havia 130 famílies, de les quals 47 eren unipersonals (16 homes vivint sols i 31 dones vivint soles), 43 parelles sense fills, 20 parelles amb fills i 20 famílies monoparentals amb fills.
La població ha evolucionat segons el següent gràfic:
Habitants censats

### Habitatges
El 2007 hi havia 160 habitatges, 132 eren l'habitatge principal de la família, 11 eren segones residències i 17 estaven desocupats. 131 eren cases i 29 eren apartaments. Dels 132 habitatges principals, 92 estaven ocupats pels seus propietaris, 34 estaven llogats i ocupats pels llogaters i 5 estaven cedits a títol gratuït; 8 tenien una cambra, 6 en tenien dues, 13 en tenien tres, 39 en tenien quatre i 66 en tenien cinc o més. 122 habitatges disposaven pel capbaix d'una plaça de pàrquing. A 59 habitatges hi havia un automòbil i a 62 n'hi havia dos o més.

## Economia
El 2007 la població en edat de treballar era de 462 persones, 195 eren actives i 267 eren inactives. De les 195 persones actives 172 estaven ocupades (97 homes i 75 dones) i 23 estaven aturades (8 homes i 15 dones). De les 267 persones inactives 21 estaven jubilades, 16 estaven estudiant i 230 estaven classificades com a «altres inactius».

### Ingressos
El 2009 a Saint-Remy hi havia 134 unitats fiscals que integraven 284 persones, la mediana anual d'ingressos fiscals per persona era de 18.659 €.

### Activitats econòmiques
Dels 7 establiments que hi havia el 2007, 2 eren d'empreses de construcció, 1 d'una empresa de comerç i reparació d'automòbils, 2 d'empreses de transport, 1 d'una empresa d'hostatgeria i restauració i 1 d'una entitat de l'administració pública.
L'únic servei als particulars que hi havia el 2009 era un paleta.
L'únic establiment comercial que hi havia el 2009 era una botiga de roba.
L'any 2000 a Saint-Remy hi havia 6 explotacions agrícoles.

## Equipaments sanitaris i escolars
El 2009 hi havia 1 un hospital de tractaments de llarga durada, 1 psiquiàtric i 1 ambulància.
El 2009 hi havia una escola elemental integrada dins d'un grup escolar amb les comunes properes formant una escola dispersa.

## Poblacions més properes
El següent diagrama mostra les poblacions més properes.